# Veni redemptor gentium

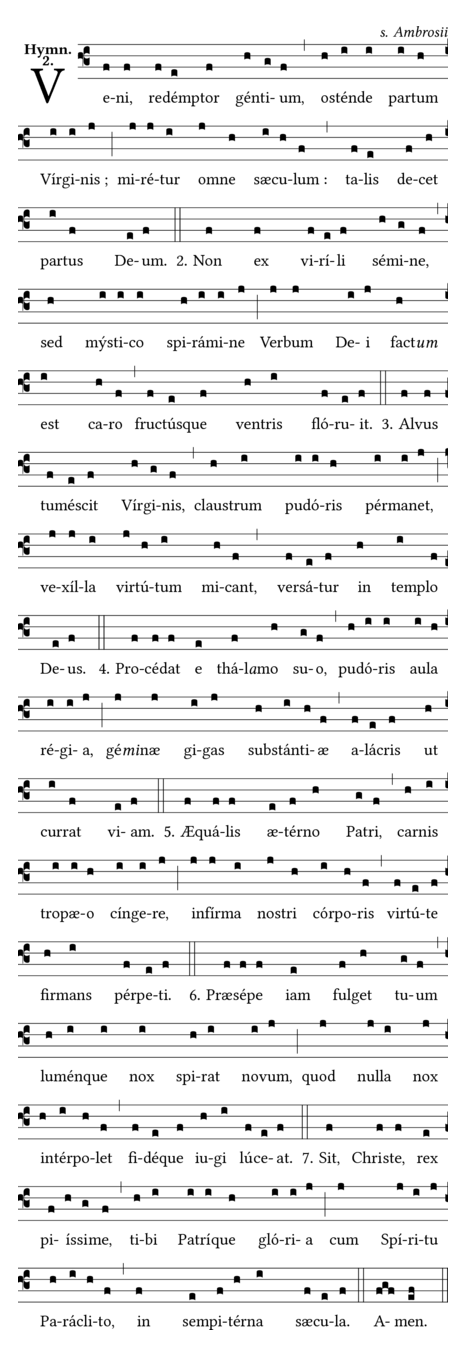
Veni, redemptor gentium, texto y notación gregoriana

"Veni redemptor gentium" (Ven, Redentor de los pueblos) es un himno latino de Adviento o de Navidad de San Ambrosio de Milán. El himno está asignado al servicio de Maitines en Adviento, desde el 17 al 24 de diciembre, en la Liturgia de las Horas. 

## Historia
El himno posterior "Veni Creator Spiritus" toma prestadas dos líneas de él (Infirma nostri corporis — Virtute firmans perpeti). "Veni redemptor gentium" fue muy popular en Alemania, donde Martin Lutero lo tradujo al alemán con el título de "Nun komm, der Heiden Heiland" y además él, o posiblemente Johann Walter, lo musicaron para coro, basado en el original de Canto llano. Lutero adaptó la melodía del cántico original para tres himnos más: "Verleih uns Frieden gnädiglich", "Erhalt uns, Herr, bei deinem Wort" y "Gib unserm Fürsten und aller Obrigkeit."
En 1959, Paul Benoit, adaptó la melodía del cántico para el himno Amor Cristiano, con el texto "Donde la caridad y el Amor Prevalecen," traducción de Omer Westendorf del himno de jueves Santo "Ubi caritas".

## Letra
| Latín I- Veni, redemptor gentium, ostende partum Virginis; miretur omne saeculum: talis decet partus Deum. II- Non ex virili semine, sed mystico spiramine Verbum Dei factum est caro fructusque ventris floruit. III- Alvus tumescit Virginis, claustrum pudoris permanet, vexilla virtutum micant, versatur in templo Deus. IV- Procedens e thalamo suo, pudoris aula regia, geminae gigas substantiae alacris ut currat viam. V. Egressus eius a Patre, Regressus eius ad Patrem: Excursus usque ad inferos Recursus ad sedem Dei. VI- Aequalis aeterno Patri, carnis tropaeo cingere, infirma nostri corporis virtute firmans perpeti. VII- Praesepe iam fulget tuum lumenque nox spirat novum, quod nulla nox interpolet fideque iugi luceat. VIII- Sit, Christe, rex piissime, tibi Patrique gloria cum Spiritu Paraclito, in sempiterna saecula. Amen | Español I- Ven, Redentor de los pueblos, manifiesta tu nacimiento virginal: admírense las edades; ante tal nacimiento de Dios. II.No engendrado por voluntad humana, sino del Espíritu, el Verbo se ha hecho carne y ha florecido el fruto del vientre. III. El vientre de la Virgen ganó esa carga encerrada en su pureza; resplandecen los estandartes de la virtud; convertido en templo de Dios. IV. Procede de una cámara, morada real de pureza. Como un gigante de doble sustancia se alegra en recorrer su camino. V. De Dios Padre procede, a Dios Padre regresa; bajó hasta los infiernos para volver al trono de Dios. VI. Es igual al Padre eterno, pero se ciñe la carne como un trofeo. La debilidad de nuestro cuerpo vigoriza con su poder inmortal. VII. Tu cuna aquí brilla y la luz y la noche son nuevas. Porque la fe sin fin brillará serena, y no habrá más crepúsculo. |